# 細川則康
細川 則康（ほそかわ のりやす）は、安土桃山時代の武将。本姓は鷲巣氏。

## 経歴
生家の鷲巣氏は美濃国守護・土岐氏の一族で、美濃国多芸郡鷲巣を本貫地とする武士。
天文年間に土岐氏は斎藤道三の台頭により美濃を追われたが、当時幼かった則康もまた美濃を去り、母方の伯父にあたる摂津国中島の細川藤賢を頼り、その養子として育てられた。藤賢は室町幕府の重臣であり、則康の妻も幕府奉公衆の大草氏から迎えている。
天正8年（1580年）兄が滝川一益に仕えていた縁で、伊勢国朝明郡保々郷に移る。その後は滝川一益に従い、天正10年（1582年）神流川の戦いに従軍し、この戦いで戦死した。遺児の則貞は保々氏を称し、加藤清正、次いで徳川氏に仕えた。